# Bengt Nordenborg
Bengt Nordenborg född 20 oktober 1938 i Karlstad, är en svensk målare och grafiker.
Nordenborg studerade vid Slöjdföreningens skola 1956-1961 och vid Valands konstskola i Göteborg 1962-1967. Hans första separatutställning var på Grafiska sällskapet Stockholm 1968, han har därefter genomfört ett flertal separatutställning bland annat på Galleri Doktor Glas Stockholm 1972, Hallands museum Halmstad 1975, Kristinehamns konsthall 1978 och Stadsgalleriet i Halmstad 2002. Bland samlingsutställningarna kan nämnas Svensk Grafik Island 1968. Ung Skandinavisk Konst Norge 1969, Swedish Woodcuts USA 1970, II Internationella grafikbiennalen i Florens 1970, Xylon V Genève och Berlin 1971, Swedish Art Tokyo och Sao Paulo 1972, Fundacao Palacio des Artes i Belo Horizote 1973, Museo de Arte Moderne i Rio de Janerio 1973, Fem Grafiker i Kristinehamn 1974, Göteborgs konstförening 1977 samt Nordiska Grafikunionen Köpenhamn 1979.
Bland hans offentliga utsmyckningar märks Östra Sjukhuset Göteborg, Biskopsgården Göteborg, Kullenskolan Kungälv, En gångtunnel i Kungälv, Brandstationen i Kungälv samt Kulturhuset i Kungsbacka.
Hans måleri är i det större formatet med motiven tolkade mot det absurda. 
Nordenborg är representerad vid  Moderna museet i Stockholm, Göteborgs konstmuseum Borås konstmuseum, Malmö museum samt Ystads konstmuseum.
På Skoghalls bibliotek infördes 2015 på försök möjligheten att få låna hem konstverk, bland verken ingår några av Bengt Nordenborgs grafiska blad.